# Jacques Philippe Martin Cels
Pour les articles homonymes, voir Cels.
Jacques Philippe Martin Cels, né le 15 juin 1740 à Versailles et mort le 15 mai 1806 à Montrouge, est un horticulteur français.

## Biographie

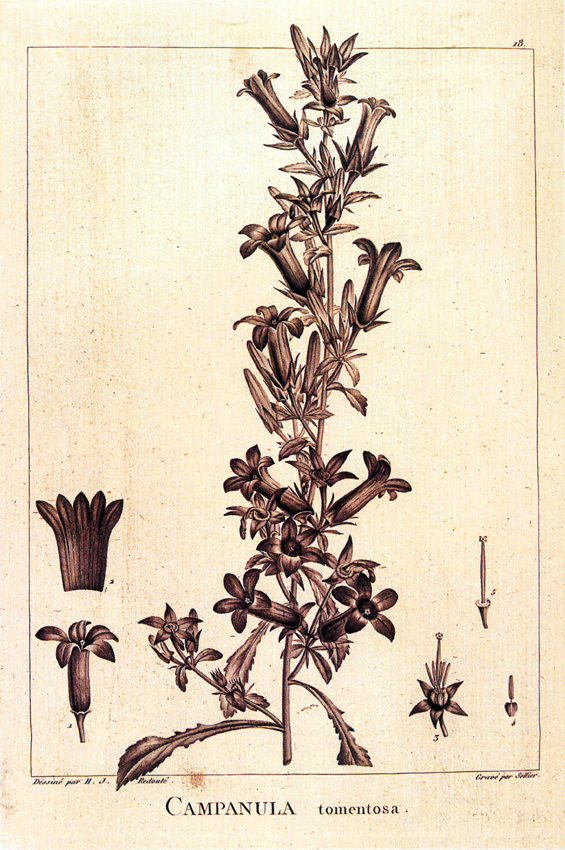
Pierre-Joseph Redouté: Campanula tomentosa, 1799

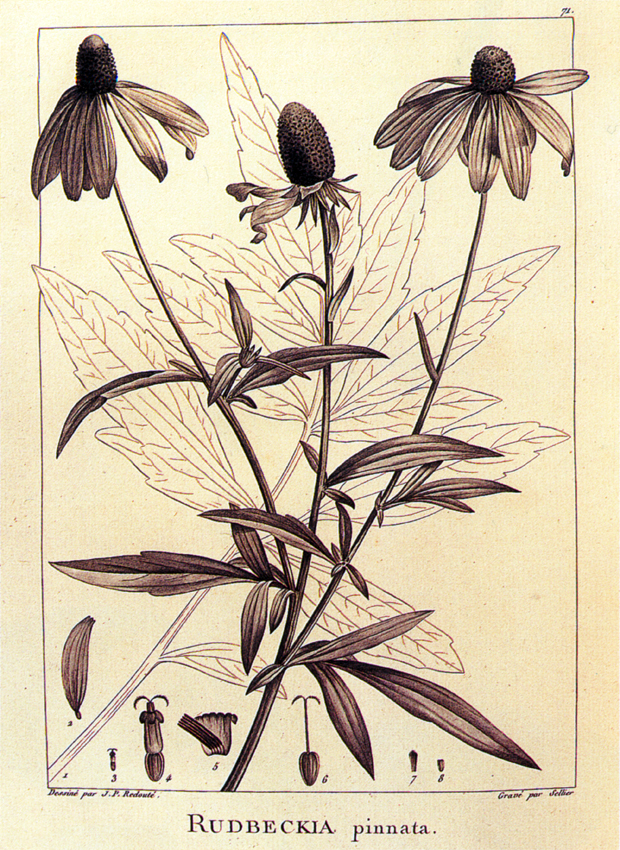
Pierre-Joseph Redouté: Rudbeckia pinnata, 1799

Receveur aux barrières de Paris et ruiné à la Révolution française par la suppression de son emploi, il se lança dans la culture des plantes étrangères pour en faire le commerce, et contribua à répandre le goût des fleurs exotiques. Dans les serres de sa pépinière situées hors la barrière du Maine, au Petit Montrouge, plus précisément en bordure de la Chaussée du Maine (actuelle Avenue du Maine, à hauteur de la rue Cels), il recevra et acclimatera ainsi de nombreuses plantes d'Amérique du Nord ramenées par André Michaux et Louis-Augustin Bosc d'Antic.
Les espèces de son jardin sont décrites par le botaniste Étienne Pierre Ventenat et illustrées par Pierre-Joseph Redouté dans l'ouvrage  Description des plantes nouvelles et peu connues, cultivées dans le jardin de J.-M. Cels, publié à Paris en 1799. Un second ouvrage illustré paraît également en 1803 : Choix de plantes : dont la plupart sont cultivées dans le jardin de Cels.
Cels fut nommé membre de la section d'économie rurale de l'Académie des sciences en 1795, et de la Société d'agriculture.

## Publications
- avec François-Hilaire Gilbert, Instructions sur les effets des inondations et débordements des rivières, relativement aux prairies, aux récoltes de foin et à la nourriture des animaux, publiée par le Conseil d'agriculture du ministère de l'Intérieur, Paris : Impr. de la République, 1795, in-8°, 17 p[3].
- Cels a aussi collaboré à plusieurs dictionnaires en agriculture, agronomie, ainsi qu'à la nouvelle édition du Théâtre d'agriculture d'Olivier de Serres en 1804-1805.